# La rosa della vendetta
La rosa della vendetta (Gülcemal) è un serial televisivo drammatico turco, trasmesso su Fox dal 6 aprile al 13 luglio 2023.
In Italia la serie è andata in onda in prima serata su Canale 5 dal 7 giugno al 17 novembre 2024.

## Trama
Gülcemal Şahin è un uomo che è stato abbandonato da bambino dalla madre e trasformato in un mostro oscuro, mentre Deva Nakkaşoğlu è una donna che ha iniziato ad odiarlo e poi è scivolata nel vortice della passione e della tempesta.

## Puntate
In Turchia la serie, composta da un'unica stagione di 13 puntate, è andata in onda su Fox dal 6 aprile al 13 luglio 2023.
In Italia la serie, suddivisa in due parti, è andata in onda in prima serata su Canale 5 dal 7 giugno al 17 novembre 2024: la prima parte è stata trasmessa dal 7 giugno al 12 luglio 2024, mentre la seconda parte dal 1º settembre al 17 novembre 2024. 
| Stagione       | Puntate | Puntate | Prima TV | Prima TV |
| Stagione       | Turchia | Italia  | Turchia  | Italia   |
| -------------- | ------- | ------- | -------- | -------- |
| Prima stagione | 13      | 14      | 2023     | 2024     |
| Prima stagione | 13      | 26      | 2023     | 2024     |

## Personaggi e interpreti

### Personaggi principali
- Gülcemal Şahin, interpretato da Murat Ünalmış, doppiato da Francesco De Francesco.
- Deva Nakkaşoğlu, nata Pehlivan, interpretata da Melis Sezen, doppiata da Roisin Nicosia.
- Zafer Pehlivan, interpretata da Ayda Aksel, doppiata da Isabella Pasanisi.
- Mert Çakır, interpretato da Edip Tepeli, doppiato da Mirko Cannella.
- Gülendam Şahin, interpretata da Nilay Erdönmez, doppiata da Alessia Amendola.
- Halil İbrahim Nakkaşoğlu, interpretato da Atilla Şendil, doppiato da Franco Mannella.
- Ali "Vefa" Türkoğlu, interpretato da Cahit Gök, doppiato da Riccardo Scarafoni.
- İpek Nakkaşoğlu, interpretata da Meltem Akçöl, doppiata da Giulia Catania.
- Gara "Firuze" Ana, interpretata da Nilüfer Açıkalın, doppiata da Giuppy Izzo.
- Armağan Pehlivan, interpretato da Samet Kaan Kuyucu, doppiato da Federico Campaiola.
- Canan, interpretata da İpek Ayaz Kortunç, doppiata da Erica Necci.
- Emrullah, interpretato da Sabahattin Yakut, doppiato da Gabriele Sabatini.
- Narin, interpretata da Melike Küçük, doppiata da Luna Tosti.
- Semra, interpretata da Gökçem Çoban, doppiata da Lucrezia Marricchi.

### Personaggi secondari
- Fatoş, interpretata da Evren Duyal, doppiata da Barbara Castracane.
- Çemal Sahin.
- Zafer Pehlivan da giovane, interpretata da Selen Güney, doppiata da Alessandra Bellini.
- Gülcemal Şahin da piccolo, interpretato da Yasin Yamanol, doppiato da Ciro Clarizio.
- Gülcemal Şahin da ragazzo, doppiato da Mattia Moresco.
- Gülendam Şahin da piccola, doppiata da Rosa Maria Francesca Sica.
- Veli, interpretato da Ibrahim Avcil.
- Beril, doppiata da Myriam Catania.
- Hatice, interpretata da Evren Duyal.
- Zafer, interpretata da Sema Keçik.
- Sindaco Başkan, doppiato da Alessio Cigliano.
- Avvocato, interpretato da Kaan Yabas.

## Produzione
La serie è diretta da Yusuf Pirhasan e Merve Çolak, scritta da Eda Tezcan e Selda Akın e prodotta da MF Yapım.
Originariamente il titolo italiano della serie doveva essere Amore Impossibile.

### Riprese
Le riprese sono state effettuate a Istanbul, dopo che i primi episodi sono stati girati a Bursa.

## Distribuzione
L'esordio della serie, previsto per il 6 aprile 2023, è stato annunciato il 29 marzo e dalla società di produzione tramite il profilo Twitter della serie. I primi promo della serie sono stati trasmessi dalla metà di marzo 2023.
Per la messa in onda italiana, Mediaset ha deciso di applicare alla serie il cosiddetto Bollino rosso, in quanto destinata ad un pubblico di soli adulti; nonostante questo, diverse scene vengono tagliate in quanto sono soggette a varie censure.